# 413 Edburga
413 Edburga este un asteroid din centura principală, descoperit pe 7 ianuarie 1896, de Max Wolf.